# Stroganovpaleis

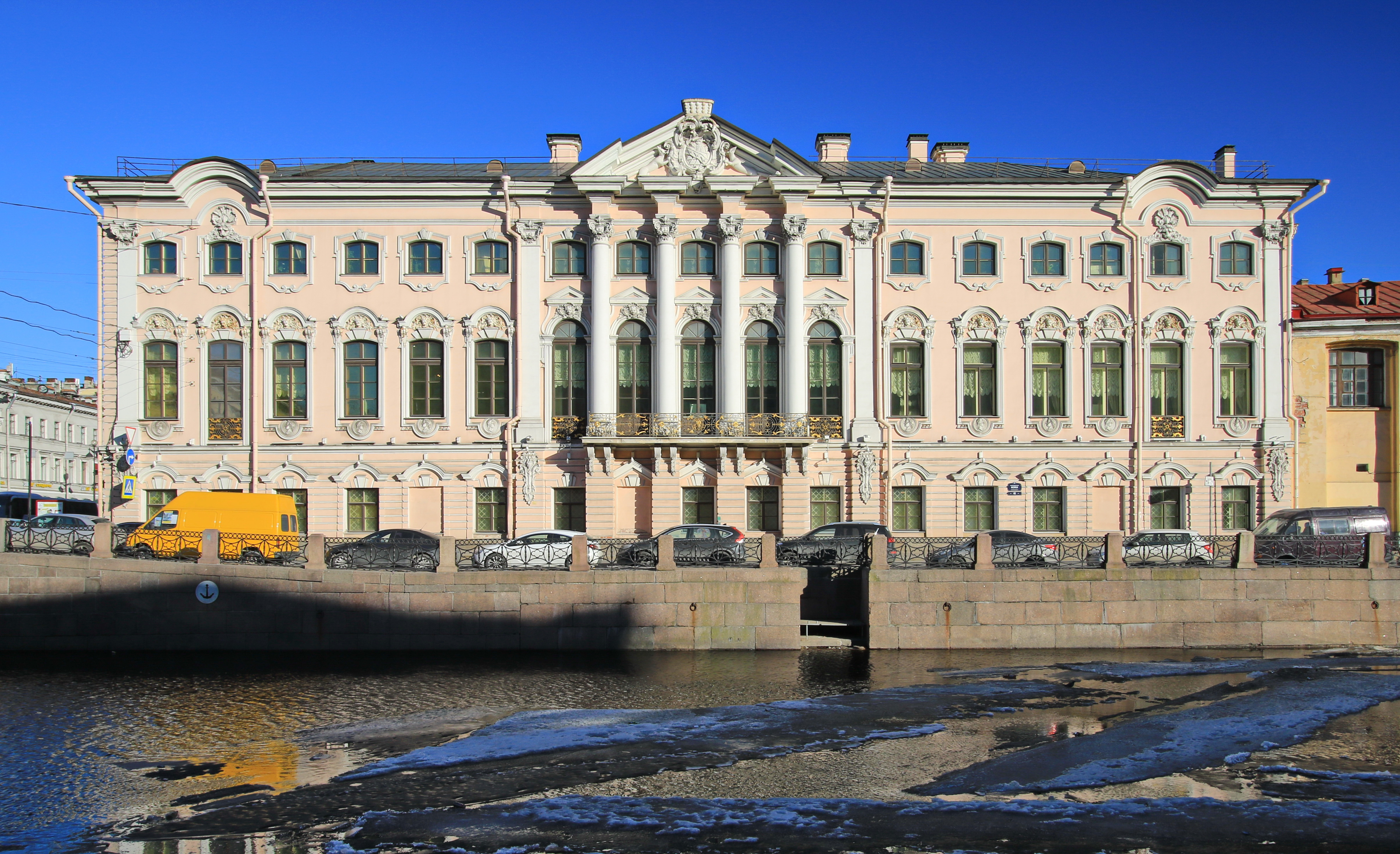

Het Stroganovpaleis (Russisch: Строгановский дворец) is een barok paleis aan de kruising van de Mojka-rivier en de Nevski Prospekt in Sint-Petersburg, Rusland. 
Het paleis werd gebouwd volgens de plannen van de Italiaanse architect Bartolomeo Rastrelli voor Sergej Grigorjevitsj Stroganov in 1753-1754. Het interieur werd veranderd door Andrej Voronichin in de loop van de 19e eeuw.
Na de revolutie van 1917 werd het Stroganovpaleis genationaliseerd. In 1919 werd een museum geopend in de ceremoniële zalen. Het plan voor de restauratie van het gebouw werd opgesteld door N.K. Libin, een voormalige medewerker van graaf S.A. Stroganov. In 1925 werd het museum een filiaal van de Hermitage, maar in 1929 werd het gesloten. De conservator van het museum van het Stroganovpaleis in de periode 1919-1926 was K.V. Trever, in de periode 1926-1930 was het T.V. Saposjnikova. De familiecollectie werd verspreid over verschillende musea. Veel waardevolle items werden verkocht of gestolen.
Op een veiling in 1931 in Berlijn werden illegaal uit het paleis geëxporteerde meesterwerken verkocht, waaronder 108 schilderijen. In 2000 werden verspreide objecten van de voormalige kunstcollectie verzameld voor een tentoonstelling in de Verenigde Staten, die vervolgens werd herhaald in Frankrijk (2002), Nederland en Rusland (2003).